# Kaltenhof (Bad Schwartau)

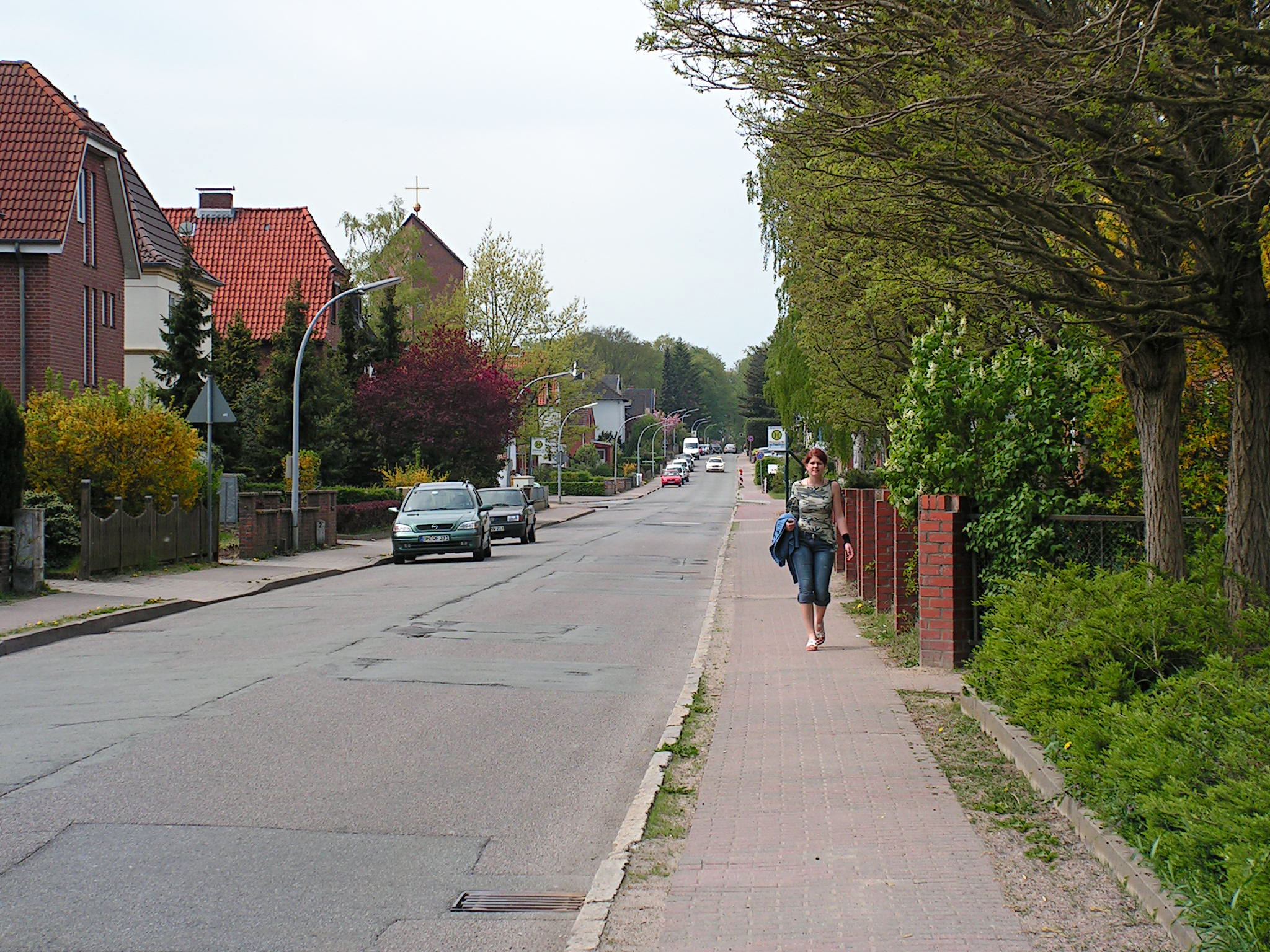
Blick in die Kaltenhöfer Straße von der Schwartau-Brücke in Richtung Geibelstraße, links die Martin-Luther-Kirche

Kaltenhof ist ein Ortsteil der Stadt Bad Schwartau (Kreis Ostholstein).
Der Ortsteil Kaltenhof umfasst den östlich der Bahnstrecken Kiel-Lübeck/Lübeck-Puttgarden liegenden Teil des Schwartauer Stadtgebiets und endet östlich des Verlaufes der A 1. Im Norden und Nordosten wird Kaltenhof durch den Verlauf des Flusses Schwartau und die zugehörigen Wiesen begrenzt.

„Villenkolonie Kaltenhof“, Nikolausstraße um 1910

In der Kaiserzeit entstand beiderseits der Kaltenhöfer Straße eine Villenkolonie, zunächst südlich der Kaltenhöfer Straße im Bereich der Wilhelm- und Bismarckstraße. Durch die Nähe zum Bahnhof siedelten sich Hotels und Pensionen für Kurgäste an. Zu ihnen gehörte das Hotel Erbgroßherzog an der Ecke Kaltenhöfer-/Nikolausstraße.

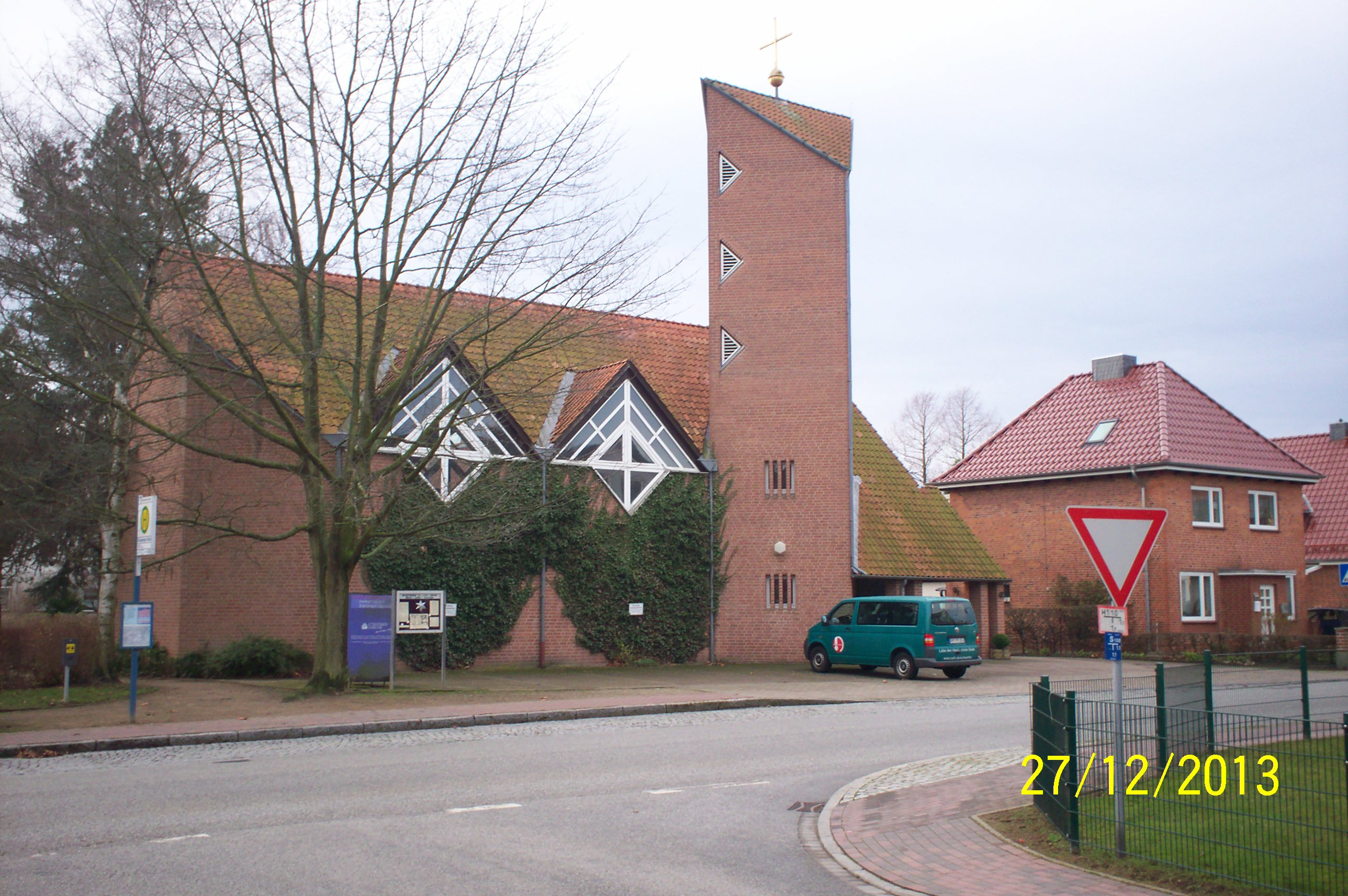
Martin-Luther-Kirche

Ebenso entstand in der Zeit vor dem Ersten Weltkrieg die große Villa Marienholm nördlich der Kaltenhöfer Straße, nach der heute ein kleiner Siedlungsbezirk benannt ist. Seit 1982 besteht die ev.-luth. Martin-Luther-Kirche (SELK) mit Gemeindehaus.

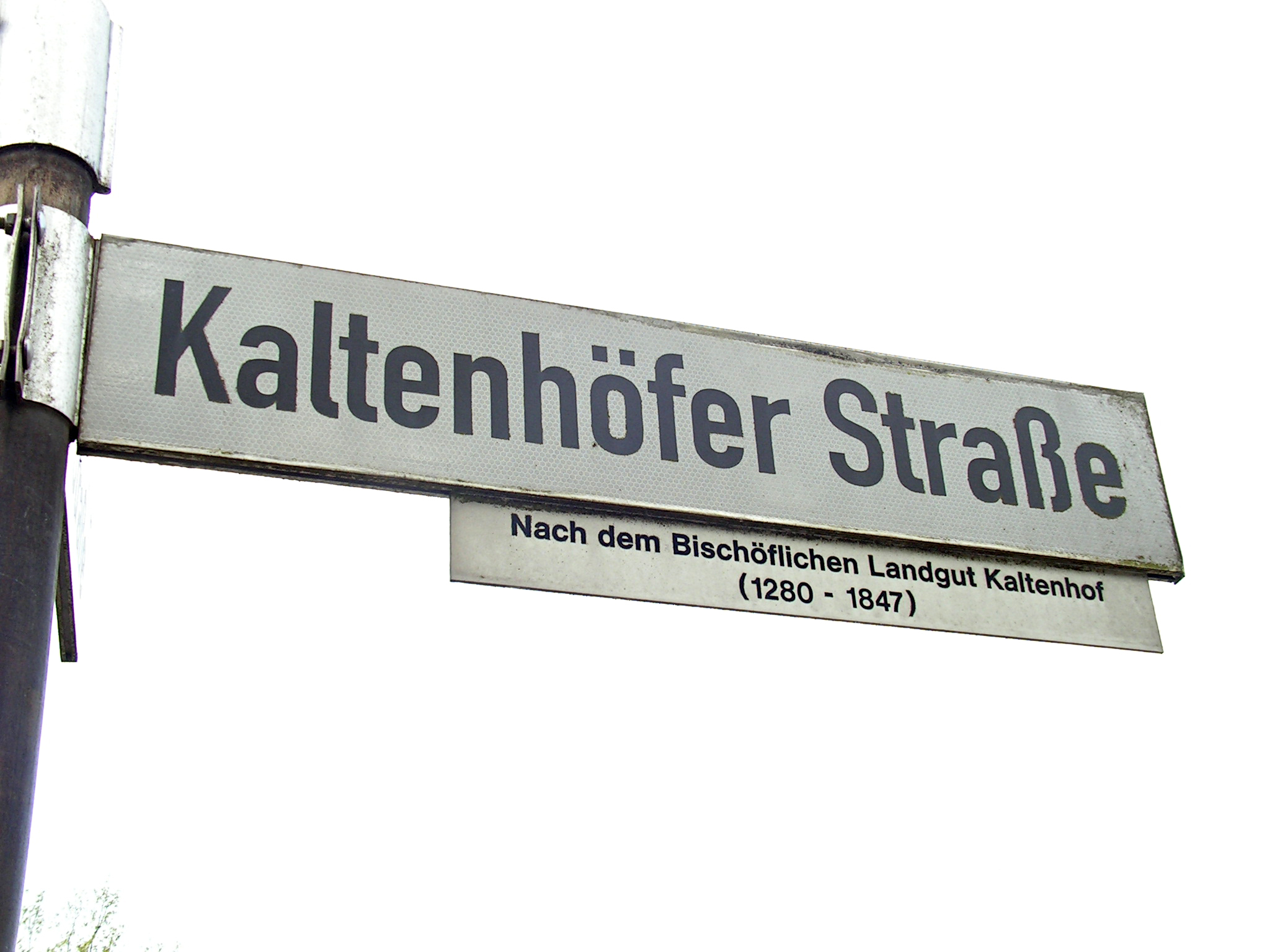
Straßenschild in Kaltenhof

Kaltenhof wird heute vom Schwartauer Markt kommend durch die Kombination Geibelstraße/Kaltenhöfer Straße (L 186) erschlossen. Am Ausgang Kaltenhofs in Richtung Sereetz befindet sich die Brücke über den hier bereits begradigten und kanalisierten Fluss Schwartau.
Dieser Straßenzug verband bis zum Bau der Autobahn 1 in den 1970er-Jahren den Schwartauer Markt mit den nahen Orten Sereetz, Lübeck-Dänischburg und Lübeck-Siems. Heute durchtrennt das Autobahndreieck Bad Schwartau (A 1/A 226) die Verbindung.

## Namensherkunft

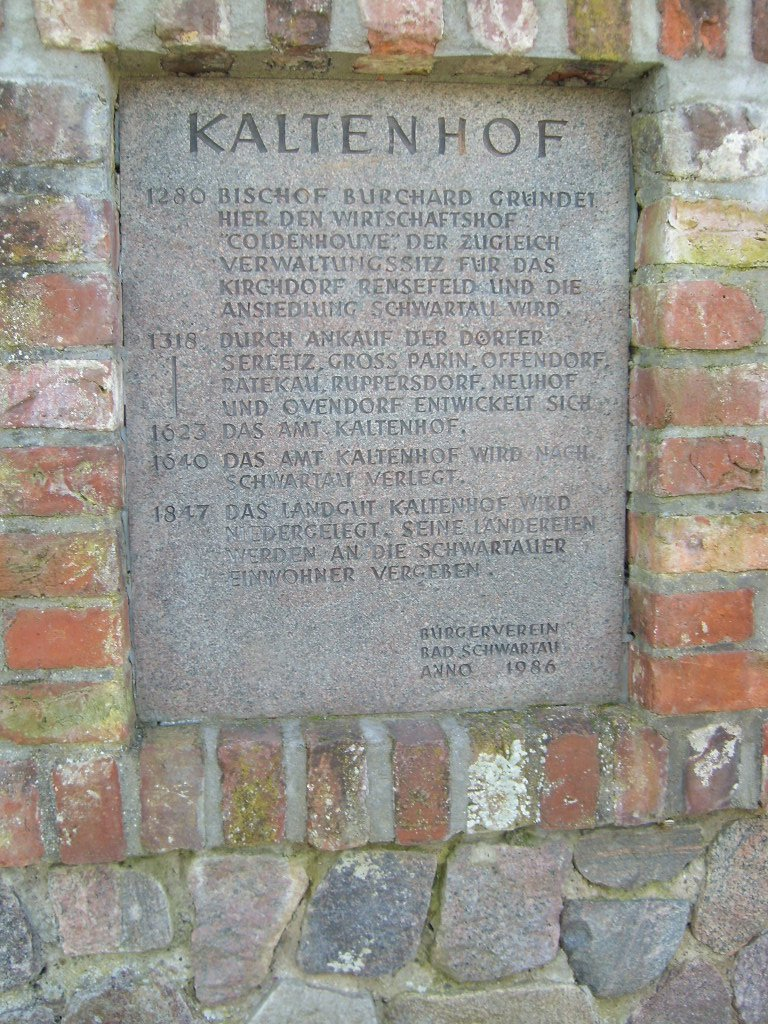
Erinnerungstafel für den bischöflichen Kaltenhof

Kaltenhof war der Name des Guts Kaltenhof, eines bischöflichen Wirtschaftsguts am Unterlauf des Flusses Schwartau, das 1847 aufgegeben wurde. Das zugehörige Land wurde in Parzellen aufgeteilt und an die Einwohner von Schwartau als Ackerland vergeben, das später bebaut wurde.
Der Name des Wirtschaftshofes übertrug sich – über ehemals zugehörigen Ländereien – auf den heutigen Bad Schwartauer Ortsteil Kaltenhof.